# Hannah Cain
Hannah Jade Cain (* 11. Februar 1999 in Doncaster) ist eine walisische Fußballspielerin.

## Karriere

### Vereine
Cains erste Berührung mit dem Fußballsport hatte sie in einem Ortsteil von Doncaster, als sie den Scawthorpe Skorpions angehörte. Im weiteren Verlauf gehörte sie mehrere Saisonen der Jugendmannschaft, zuletzt der weiblichen B-Jugend im Jahr 2016, von Sheffield United an.
Im Alter von 17 Jahren wurde sie vom seinerzeitigen Zweitligisten FC Sheffield verpflichtet, für den sie in der Spielzeit 2016 in der Women’s Super League 2 ihre ersten acht Punktspiele im Seniorinnenbereich bestritt und diese mit zwei Toren krönte. In der Spielzeit 2017 erzielte sie ein Tor in neun Punktspielen und in der nachfolgenden Saison 2017/18 bestritt sie 13 Punktspiele, in denen ihr fünf Tore gelangen.
Von 2018 bis 2020 gehörte sie dem in der FA Women’s Super League vertretenen FC Everton an. In ihren ersten 13 Punktspielen in der höchsten Spielklasse gelangen ihr auch zwei Tore; in der Folgespielzeit erzielte sie dieselbe Anzahl an Punktspielen, jedoch kein Tor.
Mit dem vorgenommenen Vereinswechsel zu Leicester City trug sie mit drei Toren in neun von 20 Punktspielen zur Meisterschaft in der zweithöchsten Spielklasse bei, gleichbedeutend mit dem Aufstieg in die FA Women’s Super League. In dieser Spielklasse ist sie nunmehr seit der Saison 2021/22 aktiv.

### Nationalmannschaft
Cain gehörte im Jahr 2014 der Nachwuchsnationalmannschaft der Altersklasse U16 und auch der U17-Nationalmannschaft des FAW an.
Mit der U17-Nationalmannschaft Englands, für die sie zwölf Länderspiele und sechs Tore aufweisen kann, nahm sie im Jahr 2016 sowohl an der altersbezogenen Europameisterschaft in Belarus als auch an der altersbezogenen Weltmeisterschaft in Jordanien teil. Im ersten Turnier wurde sie in den ersten beiden Spielen der Gruppe A (3 Tore), im Halbfinale und im Spiel um Platz 3 eingesetzt. Im zweiten Turnier wurde sie in den ersten beiden Spielen der Gruppe C sowie im Viertelfinale (0:3 vs. Japan) berücksichtigt.
Für die U19-Nationalmannschaft Englands bestritt sie alle drei Spiele der Gruppe B in der Eliterunde der EM-Qualifikation und erzielte im zweiten und dritten Spiel (6:0 vs. Slowakei am 6., 2:3 vs. Deutschland am 9. April 2018) jeweils ein Tor. Für die U21-Nationalmannschaft Englands bestritt sie im Spieljahr 2019 drei Länderspiele, in denen ihr ein Tor gelang.
Ihr A-Länderspieldebüt erfolgte am 26. Oktober 2021 in Cardiff mit dem vierten Spiel der WM-Qualifikationsgruppe I beim 4:0-Sieg über die Nationalmannschaft Estlands, nachdem sie Anfang September 2021 zum walisischen Fußballverband zurückgekehrt war. Es folgten jeweils drei im Turnier um den Pinatar-Cup 2023 und in Freundschaft ausgetragene Länderspiele. Im ersten Freundschaftsspiel am 6. April 2023 in Cardiff gelang ihr beim 4:1-Sieg über die Nationalmannschaft Nordirlands mit dem Treffer zum 3:0 in der 30. Minute ihr erstes A-Länderspieltor.
Sie kam ferner am 27. Oktober 2023 im dritten Spiel der Gruppe A3 bei der Wettbewerbspremiere der Nations-League bei der 1:5-Niederlage gegen die Nationalmannschaft Deutschlands in Sinsheim wie auch in sechs Spielen der Gruppe A4 bei der zweiten Austragung des Wettbewerbs zum Einsatz, wobei ihr am 8. April 2025 beim 1:1-Unentschieden gegen die Nationalmannschaft Schwedens das Tor zum Endstand in der 68. Minute glückte.
Für die angestrebte Teilnahme an der Europameisterschaft 2025 wurde sie zuvor am 29. Oktober 2024 im Rückrundenspiel der ersten Ausschlussrunde beim 2:0-Sieg nach Verlängerung über die Nationalmannschaft der Slowakei und im Rückrundenspiel der zweiten Ausschlussrunde beim 2:1-Sieg über die Nationalmannschaft Irlands am 3. Dezember 2024 eingesetzt. Der Sieg, zu dem sie mit dem Treffer zur 1:0-Führung in der 50. Minute per Strafstoß beigetragen hatte, bedeutete zugleich die Teilnahme an der in der Schweiz stattfindenden Europameisterschaft 2025. Dem EM-Kader zugehörig, wurde sie in allen drei Spielen der Gruppe D eingesetzt. Im dritten Gruppenspiel am 13. Juli in St. Gallen erzielte sie bei der 1:6-Niederlage gegen die Nationalmannschaft Englands mit dem Treffer zum 1:5 in der 76. Minute ihr erstes Turniertor und das zweite in der EM-Geschichte, nachdem Jessica Fishlock im zweiten Gruppenspiel bei der 1:4-Niederlage gegen die Nationalmannschaft Frankreichs bereits der Premierentreffer gelungen war.

## Erfolge
Nationalmannschaft Wales
- Erste Teilnahme an einer Europameisterschaft (2025)
- Zweiter Pinatar-Cup 2023

Nationalmannschaft England
- Dritter U17-Europameisterschaft 2016

Leicester City
- Meister Women’s Super League 2 2021 und Aufstieg in die FA Women’s Super League